# The Black Phone
The Black Phone és una pel·lícula de terror sobrenatural nord-americana del 2021 dirigida per Scott Derrickson i escrita per Derrickson i C. Robert Cargill, que tots dos van produir amb Jason Blum. És una adaptació del conte homònim del 2004 de Joe Hill. LEL film és protagonitzat per Mason Thames, Madeleine McGraw, Jeremy Davies, James Ransone i Ethan Hawke. A la pel·lícula, un adolescent segrestat (Finney Blake interpretat per Mason Thames) utilitza un misteriós telèfon de marcatge giratori negre per comunicar-se amb les víctimes anteriors del seu captor trastornat per escapar.
The Black Phone es va estrenar al Fantastic Fest el 25 de setembre de 2021 i Universal Pictures la va estrenar als cinemes el 24 de juny de 2022. Va recaptar 161 milions de dòlars a tot el món i, en general, va rebre crítiques positives. Una seqüela està en desenvolupament i s'estrenarà el 27 de juny de 2025. Ha estat subtitulada al català.

## Repartiment
- Mason Thames com a Finney
- Madeleine McGraw com a Gwen
- Ethan Hawke com a l'Agarrador
- Jeremy Davies com a Terrence
- E. Roger Mitchell com a Detectiu Wright
- Troy Rudeseal com a Detectiu Miller
- James Ransone com a Max
- Miguel Cazarez Mora com a Robin

## Producció
El pressupost de la pel·lícula és de 16-18 milions de dòlars. El seu rodatge va començar el 9 de febrer de 2021 i va concloure el 27 de març. Va tenir lloc a Wilmington, Carolina del Nord, i al voltant dels comtats de New Hanover, Brunswick i Columbus. Mark Korven va compondre la partitura durant la postproducció, i el film es va completar el desembre de 2021.